# Heinrich Meyer-Egg

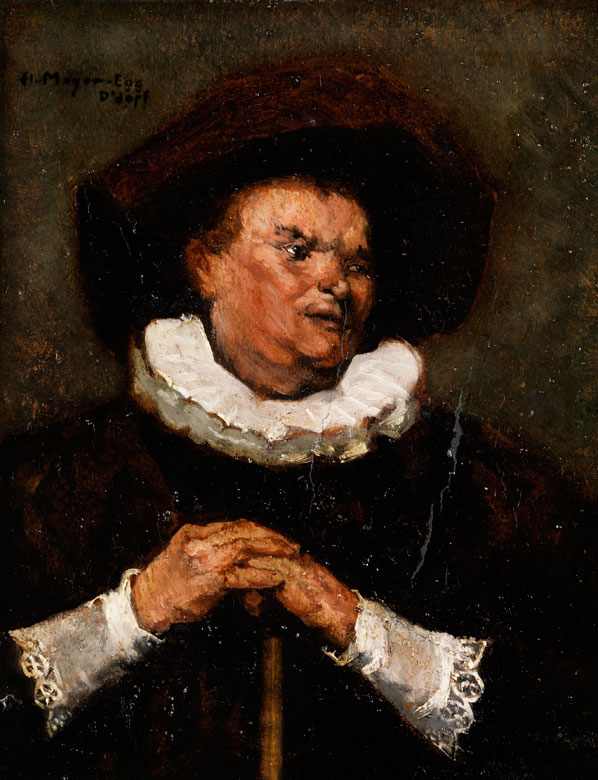
Halbbildnis eines Mannes im Kostüm des 17. Jahrhunderts

Heinrich Meyer-Egg (* 5. Oktober 1893 in Barmen; † 30. Mai 1943 in Wuppertal-Barmen) war ein deutscher Maler.

## Leben
Heinrich Meyer-Egg studierte nach Kriegsteilnahme und Verwundung im Ersten Weltkrieg an der Kunstakademie Düsseldorf bei Eduard Gebhardt. 1932 stellte er bei der vierten juryfreien Kunstschau im weißen Saal des Polizeigebäudes München des Künstlerbundes „Die Unabhängigen“ e.V. aus. Sein Ölgemälde Industrie stellte der Barmer Kunstverein in der Barmer Ruhmeshalle (heute zu Wuppertal) aus. Hier wurde es 1937 als „entartet“ beschlagnahmt und in der Folge vernichtet.

## Werke (Auswahl)
- Industrie (zerstört, vormals Ruhmeshalle Barmen), Öl
- Halbbildnis eines Mannes im Kostüm des 17. Jahrhunderts (München, Hampel Kunstauktionen, verkauft im September 2013), Öl auf Karton, 23 × 18,5 cm[6]
- Bergmann vor Ort (Privatsammlung), Öl auf Leinwand, 94×44 cm
- Arbeitspferde (Privatsammlung), Öl auf Leinwand, 67×66 cm
- Hochöfen (München, Pinakothek der Moderne, Inv. Nr. HST 497), Öl auf Leinwand, 150 × 201 cm[7]
- Männlicher Akt (Jüngling) (München, Pinakothek der Moderne, Inv. Nr. HST 474), Kreide auf Papier, 71,7 × 41,1 cm[8]